# The Teardrop Explodes
The Teardrop Explodes byla anglická post-punková skupina, která vznikla v Liverpoolu v roce 1978. Vůdčí osobností skupiny byl zpěvák Julian Cope. První album kapely nazvané Kilimanjaro vydala v říjnu roku 1980 společnost Fontana Records. Coby producenti jsou pod nahrávkou podepsáni Bill Drummond a David Balfe. Album bylo organizací British Phonographic Industry oceněno stříbrnou deskou. Druhé album, v prosinci 1981 vydané Wilder, produkoval Clive Langer a rovněž získalo stříbrnou desku. V září 1982 skupina začala nahrávat své třetí studiové album, ale zanedlouho ukončila svou činnost.

## Diskografie
- Kilimanjaro (1980)
- Wilder (1981)